# Båtsman (Finlands flotta)

Gradmärke för båtsman.

Båtsman (finska Pursimies) är en underofficersgrad i den finländska marinen. Graden är högre än översergeant men lägre än överbåtsman. Motsvarande grad i armén är fältväbel.